# Comté de Dalrymple
Le comté de Dalrymple était une zone d'administration locale au nord-est du Queensland en Australie. Au centre du comté se trouvait la city de Charters Towers qui n'appartenait pas au comté mais qui en abritait le siège.
En 2008, les deux zones d'administration locale ont fusionné pour former la région de Charters Towers.
Le comté comprenait les villes de :
- Pentland (en) ;
- Mingela ;
- Greenvale.